# 胞状奇胎

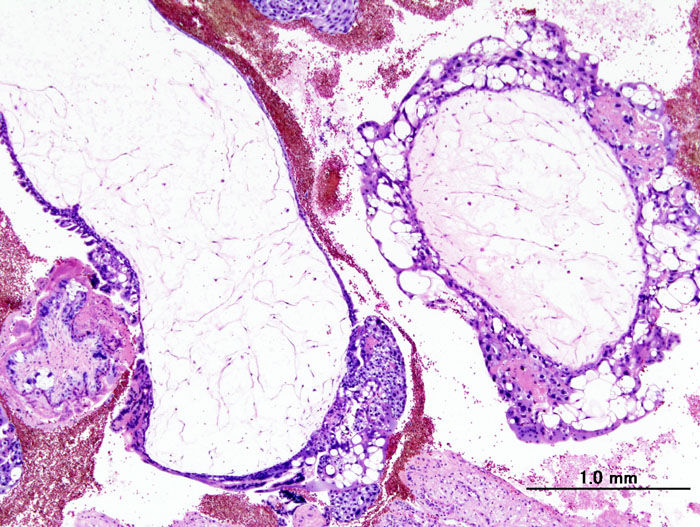
全胞状奇胎の顕微鏡写真

胞状奇胎（ほうじょうきたい、英: Hydatidiform mole）は、染色体異常により異常増殖を認める病的な妊卵のこと。俗に「ぶどう子」とも呼ばれる。

## 名称
英語の「hydatidiform」はギリシャ語でぶどうの房状を意味し、「mole」はラテン語の「mola」から由来し、石臼を意味している。

## 種類

### 形態
全胞状奇胎 (complete hydatidiform mole)
受精時に卵由来の核が不活化し、精子由来の核のみが分裂増殖していく。卵子に問題がある場合におこる。
受精後に何らかの原因で卵子の核が消失、またはもともと核をもたない卵子に精子が受精し、精子の染色体だけを使って細胞分裂がはじまったもので、父方精子由来の有核発生で、46XXの2倍体を形成している。
染色体数は正常だが、哺乳類の場合は胎児と胎盤の発達に使う遺伝子がそれぞれ母親と父親由来の物なので、この場合（母親由来の遺伝子がないため）胎児がごく小さいうちに致死となり、父親由来の遺伝子が多すぎるため、胎盤の絨毛組織が異常増殖する。子宮腔内全体にぶどうの房状の絨毛の異常増殖が認められる。
部分胞状奇胎 (Partial hydatidiform mole)
1つの卵子に2つの精子が侵入する。多くは2精子受精といわれ、一度に2個の精子が受精することで発生し、染色体は69XXX、69XXY、69XYYなどの3倍体を形成している。
全胞状奇胎同様に父親由来の遺伝子が多すぎるため、やはり子宮腔内に前述の絨毛の異常増殖が認められる。この場合は母親由来の遺伝子もあるので胎児も形成され、絨毛の嚢胞状変化と胎児成分が混在した胞状奇胎である。

### 進展
- 非侵入奇胎（非侵入全胞状奇胎／非侵入部分胞状奇胎）
- 侵入奇胎（侵入全胞状奇胎／侵入部分胞状奇胎）
- 絨毛癌

## 症状
- 重いつわり（悪心・嘔吐）
- 性器出血（不正出血）
- 暗赤色のおりものなど
- 妊娠初期から見られるむくみや高血圧など妊娠中毒症のような症状

「つわりがひどいのに切迫流産の症状がある」のが特徴的である。通常、切迫流産すなわち流産しかかった状態にある場合には、HCGが減少してつわり症状が軽くなるのが普通であるのに対し、胞状奇胎では絨毛から分泌されるHCGが大量となるためにつわり症状が悪化し、絨毛が異常増殖するために不正出血や腹痛を起こすという、切迫流産とは相反する状態を呈するようになる。ただし、以上はあくまで典型的な場合の話で、HCGの分泌量が通常通りで、つわり症状も軽く超音波所見でも粒状陰影があまりはっきりしないことがままあり、通常の流産との鑑別が難しくなる。このような理由から、流産として処置（子宮内掻爬）、ないしは組織検査を行ってみて初めて胞状奇胎と判明するという場合もある。そのほか、子宮腟部びらん・子宮頸管ポリープ・機能性出血にも類似した症状がある。

## 臨床像
画像検査
子宮腔内に粒状の構造が認められる。
血液検査
hCGの異常高値。

## 治療
一般に以下を執り行う。
子宮内容除去術
子宮内容を完全に除去する。通常は2度施行し、残存がないようにする。
hCG値の観察
手術施行の後はhCG値の測定を定期的に行うことで経過を見る。順調に経過すればhCG値も順調に低下傾向を示していく。一般に施行後は5、8、12、20週まで経過推移を見守る。
hCG低下を認めない、または増加傾向に転じた場合は侵入奇胎に進展した可能性が高く、さらに絨毛癌への進展も考慮し抗癌剤の施行を行う。なお、今後、妊娠出産を望まない人などには、抗癌剤治療ではなく子宮全摘出術を行なうこともある。

## 予後
一般的にhCGの数値が順調に下がり、治療経過がよければ予後良好であり、次回妊娠も可能である。まれに、侵入奇胎や絨毛癌に進展する。